# 디스터번스
《디스터번스》(영어: Domestic Disturbance)는 미국에서 제작된 해럴드 베커 감독의 2001년 심리 스릴러 영화이다. 존 트러볼타 등이 출연하였고, 도널드 더라인 등이 제작에 참여하였다.

## 출연
- 존 트러볼타 - 프랭크 모리슨 역
- 빈스 본 - 릭 반스 / 잭 파넬 역
- 테리 폴로 - 수전 모리슨 역
- 맷 올리리 - 대니 모리슨 역
- 스티브 부세미 - 레이 콜먼 역
- 수전 플로이드 - 다이앤 역
- 루빈 산티아고허드슨 - 에드거 스티븐스 형사 역
- 크리스 엘리스 - 워런 형사 역
- 앤젤리카 톤 - 패티 역

## 기타 제작진
- 공동 제작: 제임스 R. 다이어
- 협력 제작: 앤슨 다운스, 린다 패빌라
- 배역: 그레천 러넬
- 미술: 클레이 A. 그리피스
- 의상: 보비 리드

## 우리말 녹음
KBS 성우진 (2006년 3월 19일)
- 이규화 - 프랭크(존 트러볼타)
- 김준 - 릭(빈스 본)
- 유남희 - 수전(테리 폴로)
- 강미형 - 대니(맷 올리리)
- 박상일
- 정민희
- 김익태
- 임성표
- 송덕희
- 김영진
- 원호섭
- 이장원
- 고재균
- 은정
- 진웅